# Euphorbia pannonica
Euphorbia pannonica är en törelväxtart som beskrevs av Nicolaus Thomas Host. Euphorbia pannonica ingår i släktet törlar, och familjen törelväxter. Inga underarter finns listade i Catalogue of Life.